# Hubert Sitko
Hubert Sitko (ur. 26 grudnia 1939 w Katowicach) – polski hokeista, olimpijczyk.
Obrońca Startu i GKS Katowice. Czterokrotny mistrz i trzykrotny wicemistrz Polski. W polskiej lidze rozegrał 355 meczów strzelając 63 bramki.
W reprezentacji wystąpił 63 razy zdobywając jedną bramkę. Uczestnik igrzysk olimpijskich w Innsbrucku oraz czterech turniejów o mistrzostwo świata (1961, 1963, 1965, 1967).
Zamieszkał w Niemczech.